# Pogrom w Ludmiłówce
Pogrom w Ludmiłówce (listopad 1942 – luty 1943) – domniemany pogrom społeczności żydowskiej oraz żydowskich członków Gwardii Ludowej we wsi Ludmiłówka i jej okolicach w powiecie kraśnickim, popełniony przez komunistycznych partyzantów z Gwardii Ludowej, pod dowództwem Grzegorza Korczyńskiego (ps. „Grzegorz”). Zdaniem prawicowych historyków, zbrodnia miała charakter rabunkowy wobec ukrywających się Żydów, uciekinierów z okolicznych gett i byłych polskich żołnierzy kampanii wrześniowej pochodzenia żydowskiego. Wobec żydowskiej frakcji w GL zabójstwa te były formą wewnętrznej walki o władzę w środowisku Polskiej Partii Robotniczej. Łącznie miało zostać zamordowanych około 100 Żydów ukrywających się w okolicy, w większości kobiet i dzieci. Historycy ci powołują się w swoich pracach na zeznania pochodzące ze stalinowskiego procesu politycznego Korczyńskiego. On sam został uniewinniony na łamach destalinizacji, a Sąd Najwyższy uznał, że jego proces był prowadzony w sposób tendencyjny. Część osób, które wcześniej obarczyły Korczyńskiego, stwierdziły, że zeznania zostały wymuszone biciem.

## Rzekomy przebieg wydarzeń
W okolicach Kraśnika Korczyński pojawił się w drugiej połowie sierpnia 1942 i od razu włączył się do istniejącej tam konspiracji PPR-GL. Szybko zbudował swój własny oddział na bazie rabunkowej bandy Antoniego Palenia „Jastrzębia”. Do jego bliskich współpracowników należeli m.in. Edward Gronczewski „Przepiórka” oraz Jan Wziętek „Murzyn”. Według informacji pochodzących ze wspomnianego procesu, jedną z ich pierwszych akcji zbrojnych był napad na jeden z okolicznych polskich majątków, jego rabunek i gwałt na właścicielce. Późniejsze niegroźne dywersyjne akcje „Grzegorza” oraz innych grup komunistycznych spowodowały akcję pacyfikacyjną ze strony niemieckiego okupanta, w których zginęło kilkaset osób. We wsiach Ludmiłówka, Grabówka i ich okolicach ukrywała się w rozproszeniu 100-150-osobowa społeczność żydowska, na której rzekomo skupiła się uwaga gwardzistów Korczyńskiego.
Według tych samych źródeł, pierwszą żydowską ofiarą oddziału „Grzegorza” był należący do GL Jankiel Skrzyl „Kaczor”, którego wyprowadzono ze wsi do lasu i tam zabito ciosami drewnianego kołka w głowę. W ciągu kilku następnych tygodni zabito jeszcze pięcioro Żydów – 3 mężczyzn i 2 kobiety. Niedługo potem do Korczyńskiego zgłosiła się grupa około 30 zbiegów z obozu dla polskich jeńców wojennych pochodzenia żydowskiego w Lublinie. Byli to polscy żołnierze kampanii wrześniowej, którzy chcieli przyłączyć się do walki przeciw Niemcom w szeregach komunistów. Oni również zostali rzekomo przez grupę „Grzegorza” wymordowani, co także podały osoby, które zeznawały w ramach dochodzenia politycznego.
Akcje zbrojne Korczyńskiego miały niewielkie znaczenie militarne (napad na pocztę, zabicie młynarza, wymordowanie niemieckiej rodziny), a skutkowały odwetami i obławami niemieckimi, co zmniejszało szanse przeżycia żydowskich uciekinierów. Wzbudzało to też niechęć części GL, która pod przywództwem powiatowego sekretarza PPR Jana Gruchalskiego „Sokoła” rzekomo stworzyła opozycję. Atak oddziału „Grzegorza” na janiszowski obóz dla Żydów, zakończył się sukcesem. Zabito niemieckiego strażnika oraz zabrano kasę obozową zawierającą pieniądze i kosztowności zabrane wcześniej więźniom. Uwolniono też grupę 30-40 młodych Żydów, których zamierzano wykorzystać w partyzantce komunistycznej.
Po powrocie do Ludmiłówki, według materiałów procesowych, Korczyński rzekomo zażądał od ukrywających się w tej wsi i okolicy Żydów olbrzymiego okupu w wysokości 600 tys. złotych (twierdząc, że potrzebuje tej kwoty na zakup uzbrojenia dla partyzantów), po czym wyjechał, zabierając część łupów i nakazując pozostawionym gwardzistom „zbieranie” wyznaczonej kwoty. Ci rzekomo rozpoczęli grabież ukrywających się, przy czym znowu zamordowano kilku następnych Żydów. Sytuacja zaogniła się, kiedy w Ludmiłówce pojawiła się kilkuletnia siostrzenica jednego z partyzantów Korczyńskiego w ubranku zaginionej żydowskiej dziewczynki, a Stefan Staręgowski „Stefan” (jeden z najbliższych współpracowników „Grzegorza”) na zebraniu lokalnego komitetu PPR wysunął plan pozbycia się Żydów jako „stanowiących zagrożenie”. Opozycja „gruchalszczyków” postanowiła interweniować. Korzystając z nieobecności przywódcy, rzekomo napadnięto na siedzibę jego sztabu w Grabówce. Zabito braci Płowasiów (Jana „Lubego” i Edwarda „Lutka”) oraz „Stefana”, zniszczono ich radiostację i zabrano kosztowności zdobyte w Janiszowie i na okolicznych Żydach. W domu Feliksy Wyganowskiej zorganizowano zebranie komitetu PPR, na którym zaprezentowano ubrania, rzeczy osobiste i kosztowności wymordowanych Żydów. Komitet zaakceptował działania Gruchalskiego wobec sztabu Grzegorza, a na samego Korczyńskiego rzekomo wydał wyrok śmierci. Również i te informacje pochodzą ze źródeł procesowych.
Według przywołanych źródeł, powróciwszy 6 grudnia do Ludmiłówki Korczyński miał rzekomo rozpocząć krwawą zemstę. Schwytanych przeciwników zabijano na miejscu. „Czystka” dotknęła nie tylko komunistów zaangażowanych w walki wewnętrzne w GL. Ukrywających się w okolicy Żydów rzekomo traktowano jako wspierających opozycję i jako takich również bezlitośnie mordowano. Bestialstwem rzekomo wyróżnił się wówczas Edward Gronczewski, który po zastrzeleniu Perły Flam (Perła Żurek) włożył jej kij do narządów rodnych. Łącznie za pomocą broni palnej, granatów, kijów, znalezionych na miejscu narzędzi lub wręcz gołymi rękami zamordowano około 100 Żydów. Jana Gruchalskiego schwytano w lutym 1943. Urządzono „sąd partyjny”, po czym niezadowoleni z odpowiedzi oskarżonego „sędziowie” pobili go, a Korczyński nakazał jego egzekucję. Jan Pachuta rzekomo odciął mu głowę kilkoma uderzeniami szabli, co zakończyło tę fazę porachunków wewnątrz PPR-GL.

## Proces w sprawie Korczyńskiego
Pod zarzutem m.in. zbrodni na Żydach podczas okupacji niemieckiej, Grzegorz Korczyński został aresztowany 21 maja 1950 przez ppłk MBP Józefa Światłę, chociaż prawdopodobnie chodziło o wykorzystanie jego zeznań przeciwko Władysławowi Gomułce, który dotychczas zapewniał mu bezkarność. 22 maja 1954 Korczyński został skazany na dożywotnie więzienie, zamienione przez Sąd Najwyższy 24 grudnia 1954 na 15 lat. Andrzej Flis „Maksym”, Edward Gronczewski i wielu innych z jego ówczesnych podkomendnych również ukarano więzieniem, np. „Przepiórka” otrzymał karę 8 lat. 

## Uniewinnienie Korczyńskiego i oczyszczenie go z zarzutów pogromu
Po dojściu Gomułki do władzy podkomendni Korczyńskiego, którzy go obciążyli, odwołali swoje zeznania, twierdząc, że byli bici, co spowodowało unieważnienie wyroków lub umorzenie spraw. Sam Korczyński wyszedł na wolność już w kwietniu 1956, przyjechał do Warszawy i został bliskim współpracownikiem Gomułki. Sąd Najwyższy uznał ten proces za nieuczciwy, a on sam został zrehabilitowany przez sądownie.

## Czy pogrom miał miejsce?
Niezwiązani z prawicą historycy twierdzą, że pogrom nie miał miejsca. Mordom dokonanym przez Korczyńskiego zaprzecza Ryszard Nazarewicz. Jego zdaniem do jego oskarżenia posłużyły sfabrykowane, głównie przez Józefa Światłę, w latach 1949–1955 materiały w X Departamencie MBP przygotowywane do procesu Władysława Gomułki i innych działaczy. Twierdzi on, że zabójstwa Żydów dotyczyły likwidacji składającej się z Polaków i Żydów grupy określanej jako „banda Grochalskiego”, która u schyłku 1942 roku zamordowała kilku członków sztabu zgrupowania GL im. T. Kościuszki w Kraśnickiem i zrabowała m.in. kasę zgrupowania. Sam Korczyński miał wyciągnąć z getta rodziców swojej żony i przechowywać ich podczas okupacji u własnej rodziny, a podczas wojny mieć w swoim otoczeniu kilkudziesięciu Żydów-partyzantów. Ponadto ten oficer GL miał uwolnić z obozu SS na Lubelszczyźnie ok. 350 Żydów. Nazarewicz stwierdził też, że informacje dotyczące pogromów Korczyńskiego są „pomówieniami”, które mają skompromitować GL. Autor przekonywał też, że wykorzystywane przez prawicowych historyków materiały ze śledztwa zostały spreparowane przez MBP.
Ten sam historyk podał, że według informacji zebranych po destalinizacji przez rządzącą partię, Prokuraturę Generalną i Sąd Wojewódzki w Warszawie, Korczyńskiemu zarzucono popełnienie nieistniejących zbrodni lub tych popełnionych przez NSZ i innych sprawców. Ponadto do akt sprawy nie włączono dokumentów świadczących na korzyść dowódcy. Chodziło m.in. o zeznania żydowskich partyzantów, którzy podlegali Korczyńskiemu do końca wojny (w tym 35 z okolic Ludmiłówki).

## W opinii dowódców NSZ
Dowódcy NSZ Leonard Zub-Zdanowicz i Kazimierz  Wybranowski twierdzili, że w okolicach Kraśnika działały grupy Żydów działających na służbie Gestapo. Mieli oni rzekomo rozbić działalność organizacji konspiracyjnych, w tym właśnie GL i NSZ. Narodowcy mieli w związku z tym zamordować sześciu domniemanych agentów żydowskich. Dariusz Libionka przytoczył źródło, które sugerują, że informacje o szpiegowskiej działalności Żydów rozpuściło AK.